# 比利·戴維斯
威廉·麥恩圖·"比利"·戴維斯（英語：William McIntosh "Billy" Davies，1964年5月31日—）是一名蘇格蘭前足球運動員，退役後擔任領隊。
戴維斯於任教打比郡時贏得2006/07年英冠附加賽冠軍升班英超；執掌普雷斯頓時亦曾晉級2004/05年附加賽決賽；並三度帶領球隊闖進附加賽準決賽，包括2005/06年（普雷斯頓）、2009/10年和2010/11年（均為諾定咸森林）。他亦與尼尔·沃诺克一同保持贏得「英冠每月最佳領隊」最多次數的記錄，分別於任教普雷斯頓、打比郡和諾定咸森林期間各贏得兩次。

## 生平

### 球員
於學童時期，戴維斯在曼聯接受訓練，並獲時任領隊戴夫·塞克斯顿（Dave Sexton）提供合約。但戴維斯選擇返回家鄉加盟格拉斯哥流浪開展職業足球事業，效力了六個年頭。他以17岁115天之齡於1981年9月23日處子上陣出戰布里城（Brechin City）。戴維斯曾出國短暫效力瑞典球會艾夫斯堡。他其後分別效力聖美倫、莱斯特城和鄧弗姆林，直至1998年才在馬瑟韋爾結束球員生涯。

### 領隊

#### 馬瑟韋爾
戴維斯在馬瑟韋爾首先擔任球員兼教練，其後正式執掌帥印，任教的首個球季於剩餘數場比賽的情況下協助球隊成功護級；翌季更差點便取得參加歐洲賽事的入場劵。但隨後的球季便遇上麻煩，馬瑟韋爾遭到財困，於季後出售9名一隊球員以減輕薪金支出，球隊於2001/02年球季開季後7場賽事僅取得3分，戴維斯成為代罪羔羊而被辭退。

#### 普雷斯頓
隨著戴維斯在馬瑟韋爾下台後，他南下英格蘭到普雷斯頓擔任前蘇格蘭國家隊主帥奇治·布朗（Craig Brown）的副手，2004年當布朗離隊後，戴維斯先獲委為看守領隊，復被聘任成為正式領隊。
戴維斯帶領普雷斯頓的首個球季即有機會爭取升班英超，聯賽取得第5位參加附加賽，準決賽兩回合累計2-0淘汰打比郡，2005年5月30日在加的夫千禧球場的決賽以0-1僅負於韋斯咸而功虧一簣。翌季的開季雖然未如理想，但其後的連續25場不敗成績為普雷斯頓取得第4位結束球季，連續第二年參加附加賽，準決賽碰上列斯聯，首回合作客艾蘭路球場以1-1賽和對手，戴維斯於賽後興高采烈發表「任務完成」宣言，一心以為可於次回合主場取勝晉級決賽，但最後卻以0-2敗陣，累計1-3出局吃了一記悶棍。
戴維斯在迪普戴爾球場的成功使他獲得多支球隊的青睞。當帶領查爾頓長達15年的領隊阿兰·柯比什利宣佈離隊後，戴維斯獲邀面試，但最終由伊恩·杜維（Iain Dowie）取得帥位。而戴維斯隨即於2006年6月接受普雷斯頓的英冠對手打比郡的邀請接任領隊之職，簽約三年，據報普雷斯頓獲得賠償金額接近戴維斯兩年的薪金。

#### 打比郡
打比郡在2006年4月由彼得·加德斯比（Peter Gadsby）入主並注資2,000萬英鎊改善財務狀況及重建球隊，6年來首次花費100萬英鎊自盧頓購入史提夫·侯活（Steve Howard），在夏季和冬季轉會窗合共引入12名新球員，於戴維斯領導打比郡的首個球季，球隊在季末大部分時間位處榜首，但最後4場聯賽中有兩場吃敗仗，最終跌落第3位結束球季，僅差兩分未能取得直接升班席位，據報戴維斯月前預定於5月7日往杜拜渡假，現因參加附加賽而須要改期。附加賽準決賽與修咸頓兩回合累計4-4平手，憑互射十二碼以4-3獲勝晉級，於2007年5月28日在溫布萊球場以1-0擊敗西布朗，結束打比郡流落次級聯賽五年的生涯，取得重回頂級聯賽最後一張入場劵。
雖然取得升班資格，但戴維斯拒絕保證留隊，事源他與打比郡董事會就聘任大衛·基利（David Kelly）為副手一事產生磨擦。他最終留隊及延長一年合約至2010年，並委任哥連·米勒（Colin Miller）為一隊教練和老上司奇治·布朗任足球顧問，更如願獲得舊部大衛·基利加盟任助理領隊，但他仍被博彩公司視為來季英超首名被炒領隊的大熱門。戴維斯夏季忙於為出戰英超而加強陣容，以破球會記錄的350萬英鎊從诺里奇城簽入羅拔·安梳爾。但打比郡開季成續差劣，於2007年9月1日作客0-6大敗於利物浦腳下，5戰未嘗勝果，已有傳言球會即將以保罗·杰维尔取代戴維斯的職位。打比郡直到9月17日才於主場1-0擊敗紐卡素打開勝利之門。10月29日球會主席彼得·加德斯比下台，新主席阿當·皮雅臣（Adam Pearson ）表示會全力支持戴維斯。11月24日在主場0-2負於車路士後，戴維斯表示打比郡須要增兵才可護級，但球會沒有意願繼續投資。打比郡董事會對戴維斯不斷發出負面評論感到煩擾，最終於11月26日與戴維斯提前解約，於英超帶隊14仗僅得6分，打比郡穩坐聯賽榜末席，並於球季結束以英超歷來最低分數解班返回英冠。
於亚历克斯·麥克萊什辭任蘇格蘭國家隊主帥轉投伯明翰城後，戴維斯表示有興趣應聘，但最終退出申請。他其後再與莱斯特城、登地和喜百年的領隊空缺扯上關係。

#### 諾定咸森林
2008年12月31日打比郡的死敵諾定咸森林在官網公佈正與戴維斯商討取代剛被辭退的哥連·卡達活（Colin Calderwood）的領隊職務，戴維斯於2009年1月1日獲確認正式接掌帥印，簽約三年半，舊部大衛·基利（David Kelly）追隨擔任助理領隊，當時球隊僅以得失球差位處聯賽榜的尾四之位。球隊因財務問題而沒有在1月轉會窗增兵，只能於3月才借用伊塞亞·奧斯邦尼、加利·麥舒菲爾和基斯·根達，雖然仍然在降班區域徘徊，但成果逐步改善，並提前於尚餘一輪賽事解除解班威脅，最終以第19位結束球季。
2009年夏季戴維斯花費約400萬英鎊強化陣容，增添（David McGoldrick）、（Dele Adebola）、（Paul Anderson）、（Lee Camp）、保罗·麦克肯纳（Paul McKenna）、（Chris Gunter）、乔尔·林奇（Joel Lynch）和（Dexter Blackstock）。雖然球隊擁有6名一隊前鋒，但開季成績未如理想，首8輪聯賽僅得1勝4和3負位處第18位，但球隊自9月末開始漸入佳境，展開一段19場不敗走勢，取得13勝6和佳績，自11月底已穩站附加賽席位，更有多週進佔聯賽榜次席，戴維斯贏得英冠12月份「每月最佳領隊」。諾定咸森林連續兩年於1月轉會市場沒有增兵，由戴維斯本人加上足球顧問大衞·柏列（David Pleat）、行政總裁马克·亚瑟（Mark Arthur）和首席球探凯斯·伯特（Keith Burt）組成的轉會收購委員會稍後通過在3月從彼德堡借用乔治·博伊德（George Boyd），但戴維斯仍然認為球隊欠缺一名左閘及後補深度不足。2010年3月23日主場2-0擊敗水晶宮，追平1980年代由布莱恩·克拉夫領導黃金時期的連續12場主場連勝記錄。但實力超群的紐卡素和西布朗分別佔據聯賽榜首、次席及直接升班資格，諾定咸森林只能以第3位結束球季參加附加賽。準決賽面對黑馬黑池，兩回合累計4-6不敵而出局。雖然有報章傳言戴維斯會返回家鄉執教些路迪或格拉斯哥流浪，但諾定咸森林主席奈杰尔·道蒂（Nigel Doughty）有信心戴維斯長期效力。
2010年夏季諾定咸森林完全沒有增兵行動，戴維斯否認與董事會不和。開局情況如同上季般不甚理想，首10輪聯賽有7場和局，位處中游的第11位。一如上季球隊在10月開始發力，由12月中至2月中10戰取得8勝2和，為他贏得1月份「每月最佳領隊」。2010年12月底當普雷斯頓辭退达伦·弗格森後，有傳戴維斯會回巢任教。球隊自2011年2月19日主場擊敗卡迪夫城進佔第2位後進入低潮期，於連和3仗後跌出自動升班席位，其後6仗更錄得1和5負排名進一步跌落第8位。直到4月12日才以2-0擊敗般尼暫時止血重燃參加附加賽的機會，並於最後四場全勝取得附加賽最後一席位。準決賽對異軍突起的史雲斯，兩回合累計負1-3，連續兩年於附加賽準決賽出局。
附加賽結束後戴維斯雖然表不會完成最後一年的合約，但諾定咸森林另有所圖，於6月12日辭退戴維斯，並找來前英格蘭主帥史提夫·麥卡倫取代其職務。

#### 重返諾定咸森林
2013年2月7日戴維斯獲聘重掌於2012年7月轉手到科威特艾哈沙維家族（Al-Hasawi family）的諾定咸森林，簽約三年半，戴維斯表示他希望達成20個月前「未完成的任務」，大衛·基利、朱利安·达比（Julian Darby）和皮特·威廉斯（Pete Williams）亦一同回巢，他亦是艾哈沙維家族管治半年多以來的第四任領隊。
2013年10月18日，戴維斯與諾定咸森林簽署一份新的四年合約，留隊至2017年6月。

## 榮譽

### 領隊
打比郡
- 英冠附加賽冠軍：2006/07年；

個人
- 蘇超每月最佳領隊：2000年11月（馬瑟韋爾）；
- 英冠每月最佳領隊：2006年1月、2006年4月（普雷斯頓）；2006年11月、2007年1月（打比郡）；2009年12月、2011年1月（諾定咸森林）；

## 私人生活
比利·戴維斯的弟弟約翰·戴維斯（John Davies）及曾效力港甲麗新和英超車路士的妹夫約翰·史賓沙（John Spencer）均曾在他麾下效力馬瑟韋爾。

## 外部連結
- 足球資料庫：比利·戴維斯的領隊統計數據